# James Earle Fraser
James Earle Fraser (Winona, 4 novembre 1876 – Westport, 11 ottobre 1953) è stato uno dei più importanti scultori americani della prima metà del XX secolo.
Il suo lavoro è parte integrante di molte delle strutture più rappresentative di Washington.

## Biografia
Suo padre, Thomas Fraser, era un ingegnere che lavorava per le compagnie ferroviarie quando queste si espandevano attraverso il West americano. 
Pochi mesi prima della nascita del figlio, Thomas Fraser fece parte di un gruppo di uomini inviato a soccorrere quel che restava del 7th Cavalry Regiment di George Armstrong Custer, dopo il disastroso scontro con le forze Lakota, Cheyenne e Arapaho alla battaglia di Little Bighorn.

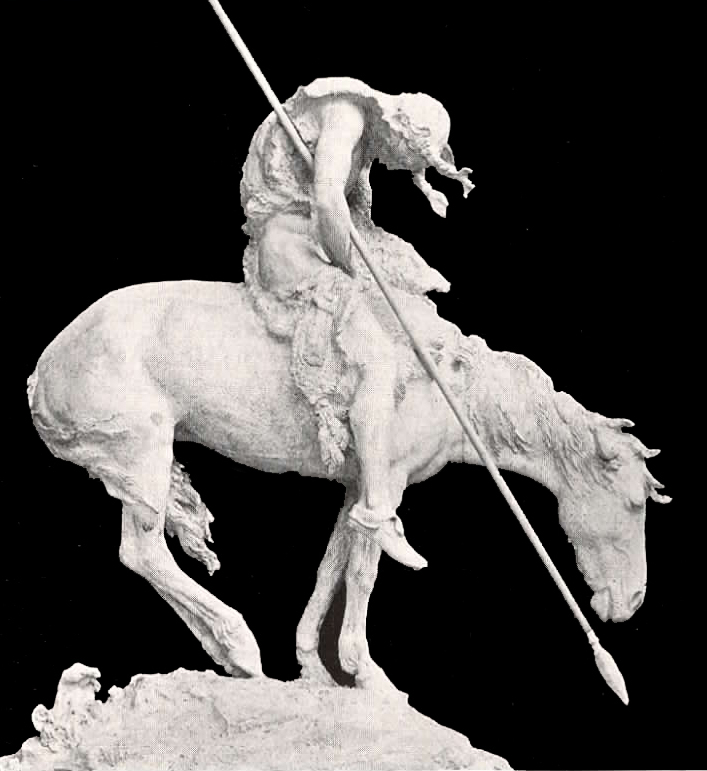
End of the Trail.

Da bambino James Fraser è stato esposto alla vita di frontiera e all'esperienza dei nativi americani, che venivano spinti sempre più a ovest o confinati nelle riserve indiane; queste memorie dell'infanzia sono espresse in molte delle sue opere, dai primi tentativi come il busto Indian Princess ai suoi progetti più famosi come ad esempio End of the Trail e il Buffalo nickel.
Nei primi anni di vita Fraser ha iniziato a scolpire figure da pezzi di pietra calcarea recuperati da una cava nei pressi della sua casa vicino a Mitchell, nel Dakota del Sud. 
Nel 1890 ha frequentato corsi all'Art Institute of Chicago e alla fine del XIX secolo ha studiato all'École des beaux-arts ed all'Académie Julian a Parigi.
Fraser ha iniziato la sua carriera come assistente di Richard Bock e Augustus Saint-Gaudens, fino al 1902 quando aprì il suo studio.
A partire dal 1906 ha insegnato presso l'Art Students League, a New York City, divenendone più tardi il direttore.
Alcune delle sue prime sculture furono esposte alla Fiera Mondiale Colombiana del 1893 e all'Esposizione di San Francisco del 1915, uno dei suoi pezzi più famosi End of the Trail.

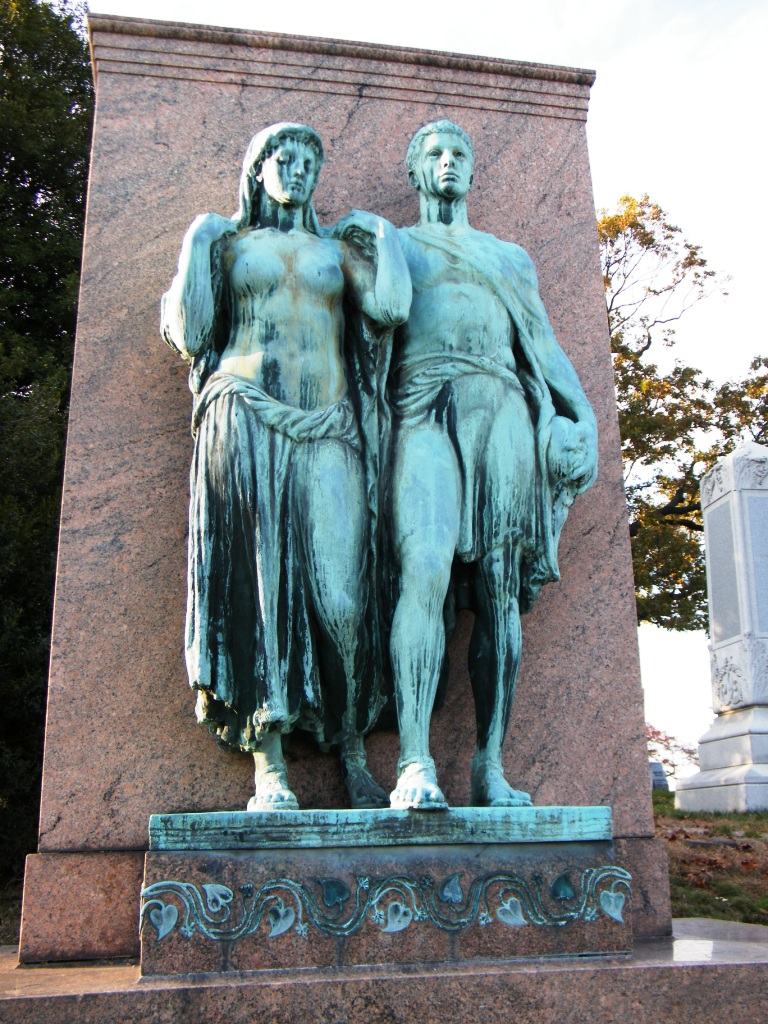
Il Frederick Keep Monument, nel cimitero di Rock Creek

Washington ospita varie opere di Fraser, tra queste due figure sedute rappresentanti l'Autorità della legge e la Giustizia in meditazione ai lati dell'ingresso principale del palazzo della Corte suprema, il timpano sud e statue del palazzo degli Archivi nazionali, le statue di Alexander Hamilton e Albert Gallatin di fronte agli ingressi del palazzo del Dipartimento del tesoro e il Second Division Memorial realizzato insieme allo studio dell'architetto John Russell Pope. Suo inoltre è il Frederick Keep Monument, opera funeraria del 1920 in bronzo, presso il cimitero di Rock Creek.
Fraser fu incaricato anche di disegnare medaglie, come la versione statunitense della Medaglia interalleata della vittoria nella prima guerra mondiale o la Navy Cross 
e monete come l'Indian head nickel.
Tra le principali opere è la coppia di statue equestri in bronzo intitolate The Arts of Peace, disegnate per l'ingresso del Rock Creek and Potomac Parkway, alle spalle del Lincoln Memorial, esse si accompagnano ad altre due sculture, intitolate The Arts of War, opera di Leo Friedlander, poste immediatamente a sud, all'estremità orientale dell'Arlington Memorial Bridge;
i due gruppi erano stati progettati nel 1930 ma non furono realizzati fino agli anni cinquanta a causa della carenza di metalli durante la seconda guerra mondiale.
Fraser era membro della National Academy of Design, della National Sculpture Society e della Architectural League of New York.
I suoi numerosi premi e onorificenze includono l'elezione al National Institute of Arts and Letters e la medaglia d'oro dell'Architectural League nel 1925.
Ha fatto parte della U.S. Commission of Fine Arts a Washington dal 1920 al 1925.